# (17486) Hodler
(17486) Hodler est un astéroïde de la ceinture principale.

## Description
(17486) Hodler est un astéroïde de la ceinture principale. Il fut découvert le 10 septembre 1991 à Tautenburg par Freimut Börngen. Il présente une orbite caractérisée par un demi-grand axe de 2,70 UA, une excentricité de 0,33 et une inclinaison de 9,1° par rapport à l'écliptique.

## Compléments